# Laura von Albertini

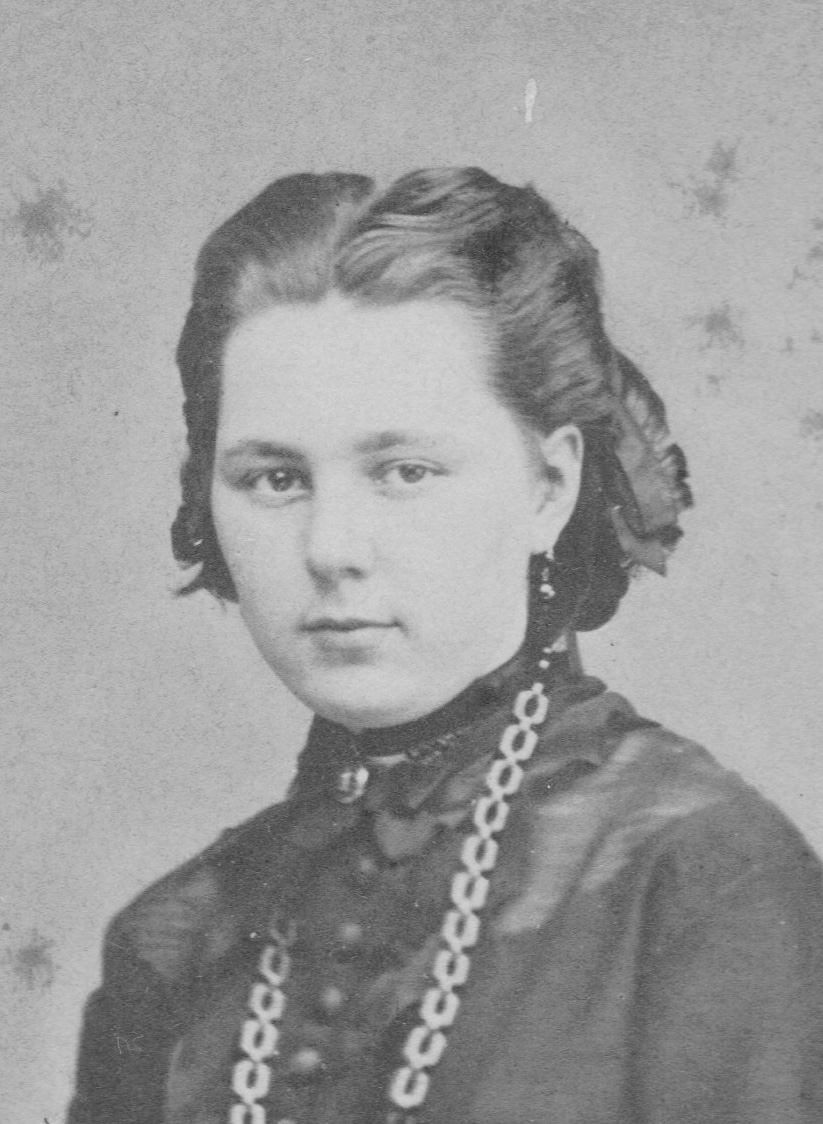
Porträt Laura von Albertini

Laura Henriette Ursina von Albertini, geb. Gugelberg von Moos (* 10. Mai 1853 auf Schloss Salenegg in Maienfeld; † 25. September 1909 ebenda), war eine Schweizer Graphologin. Sie gab unter dem Pseudonym L. Meyer 16 Auflagen des Lehrbuchs der Graphologie heraus.

## Leben
Laura von Albertini, die dem altbündnerischen Adelsgeschlecht Gugelberg von Moos entstammte, gründete 1896 zusammen mit Ludwig Klages und Hans Heinrich Busse die „Deutsche Graphologische Gesellschaft“, die von 1900 bis 1908 die Graphologischen Monatshefte herausgab.

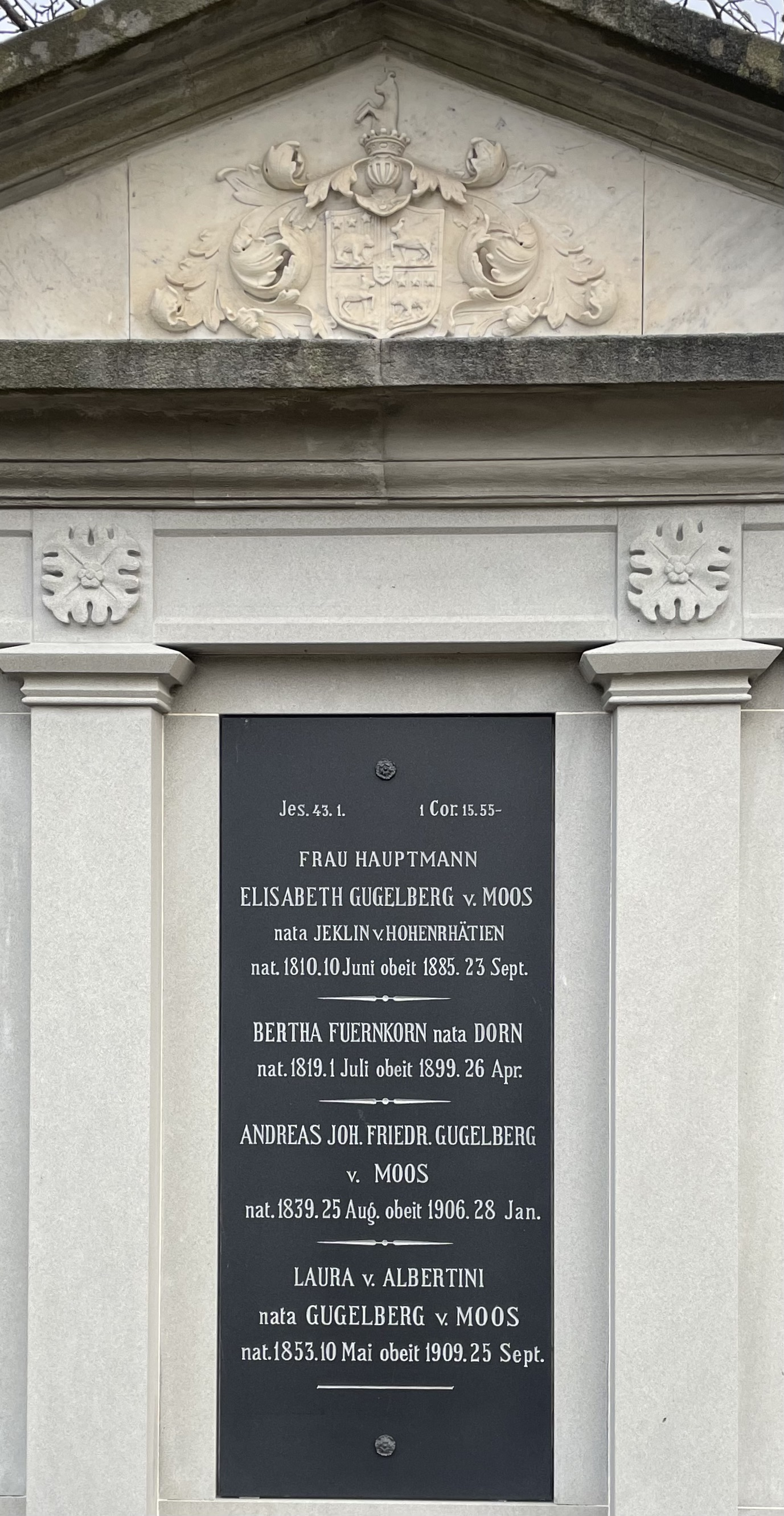
Grabstätte Friedhof Amadeuskirche in Maienfeld

Sie beurteilte in ihrem graphologischen Büro in Maienfeld rund 50.000 Handschriften und spezialisierte sich auf gerichtliche Expertisen. Als international anerkannte Expertin wurde sie in die Dreyfus-Affäre (1894–1906), rund um das fälschlicherweise ausgesprochene Urteil des Landesverrats gegen den französischen Hauptmann Dreyfus, involviert. 1897, ein Jahr bevor der französische Offizier Esterházy ein Schuldgeständnis ablegte, verfasste sie in der Zeitschrift Über Land und Meer ein Exposé, in welchem sie den zu jener Zeit bereits verurteilten Dreyfus entlastete und auf eine noch unbekannte Täterschaft verwies. Laura von Albertini trug zur Verwissenschaftlichung der Graphologie bei, indem sie die bestehende Lehre berichtigte, erweiterte und kommentierte. Unter anderem kritisierte sie vehement die zu jener Zeit gängige These mancher Graphologen, dass aus graphologischen Gutachten Rückschlüsse über schöpferische oder produktive Gaben und Talente oder geistiger Störungen des Autors gefolgert werden können. Laura von Albertini starb in dem zum Stammschloss (Salenegg) gehörenden Chalet nach langem schweren Leiden am 25. September 1909 in Maienfeld. Nach ihrem Tod führte ihre Tochter Nina von Albertini das graphologische Büro und übernahm die Herausgabe weiterer Auflagen des Lehrbuchs.
Nach dem Tod ihrer Schwester Meta Gugelberg von Moos (1841–1865) heiratete sie deren Witwer, Giachem von Albertini (1837–1892). Mit ihm hatte sie zwei Töchter, Catharina Laurenzia (Nina) von Albertini (1873–1958) und Elisabeth Louise Hatz, geb. von Albertini, (1877–1955).
Barbara Flandrina Maria Gugelberg von Moos (1836–1918), eine Schweizer Botanikerin und Blumenkünstlerin, war ihre weitere Schwester.

## Schriften
- Lehrbuch der Graphologie. Union Deutsche Verlagsgesellschaft, Stuttgart, Berlin und Leipzig 1895, urn:nbn:at:at-ubi:2-5180 (16. Auflage 1932).